# ルイ＝ニコラ・クレランボー

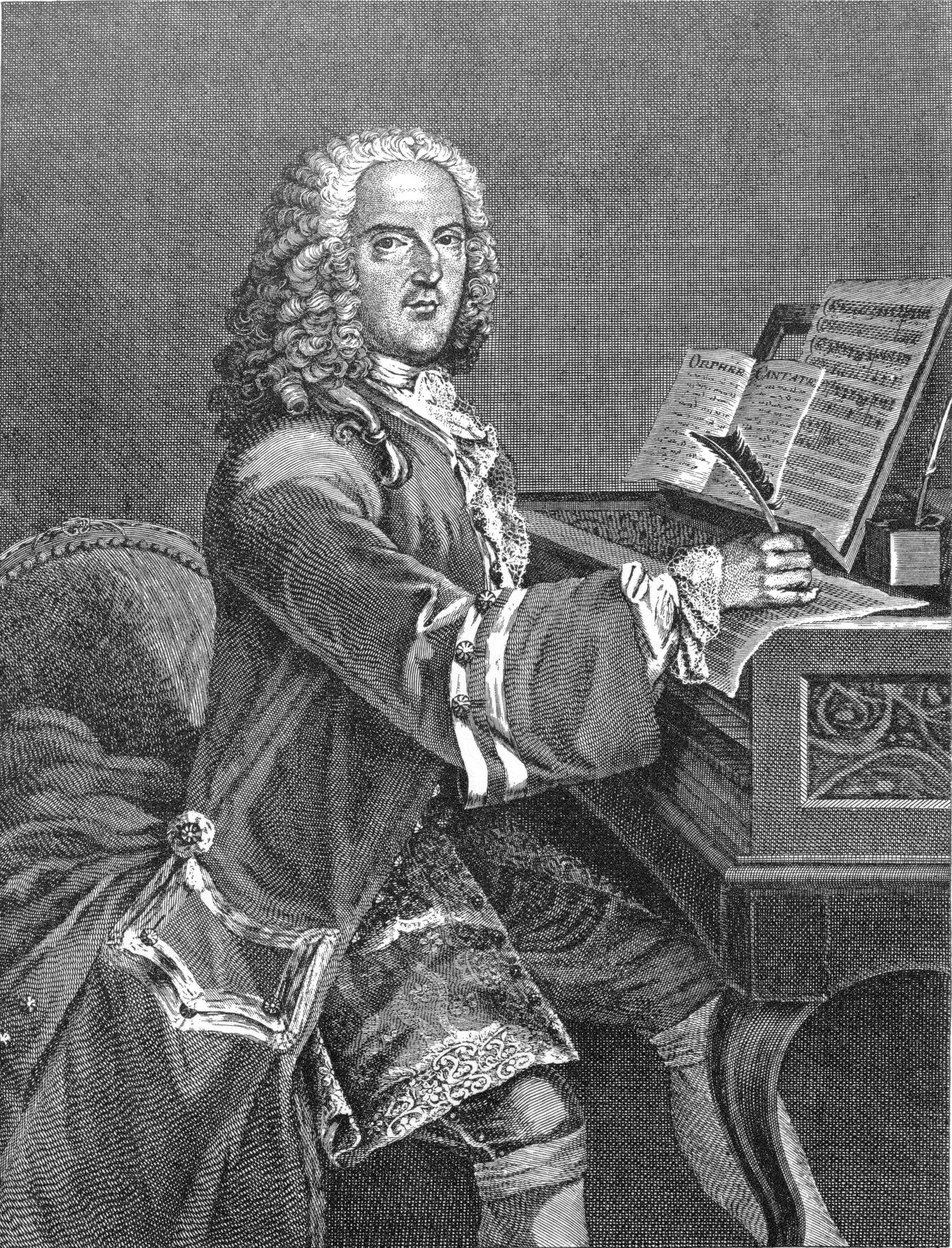
ルイ＝ニコラ・クレランボー

ルイ＝ニコラ・クレランボー（Louis-Nicolas Clérambault, 1676年12月19日 パリ - 1749年10月26日 パリ）は、フランス盛期バロック音楽の作曲家・オルガニスト。とりわけフランス語カンタータの作曲家として名を残す。父親も実子もいずれも揃って音楽家であった。
幼いうちからヴァイオリンとクラヴサンを学び、アンドレ・レゾンにオルガンを師事。また作曲と声楽も学ぶ。グラン＝ゾギュスタン教会のオルガニストを務めるとともに、マントノン夫人に仕える。ルイ14世が崩御し、ギヨーム＝ガブリエル・ニヴェールが死去したのに伴い、ニヴェールの後任オルガニストとしてサン＝シュルピス教会に勤めるかたわら、サン＝シールの王室において、貧しい貴族の女子教育のために教師を務め、音楽とオルガンを教えたり、合唱と聖歌の指揮を執ったりした。マントノン夫人の没後もこの職務を続け、任期中に「フランス語カンタータ」というジャンルを発案し、この分野で並び立つ者のない巨匠となった。1719年より恩師アンドレ・レゾンの後任オルガニストとしてグラン＝ジャコバン教会に奉職。

## 主要作品
- 宗教曲 多数（モテ、イムヌス、マニフィカト、テ・デウム）
- オペラ(牧歌劇)　イリスの勝利　Le Triomphe d'Iris　（1706年）
- フランス語カンタータ（25曲以上。古代ギリシャ・古代ローマの神話に基づく）
- ヴァイオリンと通奏低音のためのソナタ
- クラヴサンのための舞曲集（1704年）（フランスの組曲に伝統的なプレリュード・ノン・ムジュレを採用）
- オルガン曲集（1710年）（2つの組曲からなり、宗教色よりも旋律美の追究が優っている。もともとは全ての調性による組曲集にする意図であったらしい）